# Naděžda Chmelařová
Naděžda Chmelařová (30. března 1926 Prostějov – 1. prosince 2016 Chrudim), známá jako Naďa Chmelařová (provdaná Chalupová), byla česká herečka.

## Život
Naďa Chmelařová se narodila 30. března 1926 v Prostějově. Vyučila se krejčovou, ovšem zájem o divadlo ji přivedl mezi ochotníky. V roce 1947 nastoupila do Jihočeského divadla v Českých Budějovicích, v letech 1948–49 hrála v Karlových Varech, v letech 1949–1950 v Olomouci, v letech 1950–1954 ve Státním divadle v Brně a více než deset let (1954–1967) působila v Divadle Vítězného února v Hradci Králové. Režisér Milan Pásek ji přivedl roku 1967 do Divadla bratří Mrštíků v Brně, kde zůstala až do odchodu do penze v roce 1984. Významně se Naďa Chmelařová v této době uplatnila zejména v zájezdové scéně Divadla bratří Mrštíků, kde se dostala i k velkým rolím. Jejím manželem byl herec Jiří Chalupa (1923–1980), který také hrál v Hradci Králové a později v Divadle bratří Mrštíků. V letech 1988–2004 byla družkou herce Jiřího Letenského (1926–2004), jehož byla pátou partnerkou. 
Po odchodu do penze v roce 1984 se ještě v rámci zdravotních možností věnovala načítání audioknih a namlouvání LP Desek u Pantonu a Supraphonu.
Oproti divadlu, rozhlase či dabingu je spolupráce Nadi Chmelařové s filmem velmi nízká, hrála pouze v jednom filmu – Za pět minut sedm z roku 1964 v režii Pavla Hobla.